# پیرمحمد (سنقر)
پیرمحمد یک روستا در ایران است که در بخش کلیائی شهرستان سنقر در استان کرمانشاه واقع شده‌است

## جمعیت
این روستا در دهستان کیونات قرار دارد و براساس سرشماری مرکز آمار ایران در سال ۱۴۰۰، جمعیت آن ۱۱۰نفر (۳۸ خانوار) بوده‌است.